# 22729 Антенніґ
22729 Антенніґ (1998 SV110, 1998 SN164, 2000 EH25, 22729 Anthennig) — астероїд головного поясу, відкритий 26 вересня 1998 року.
Тіссеранів параметр щодо Юпітера — 3,578.